# Gruta das Cinco Ribeiras

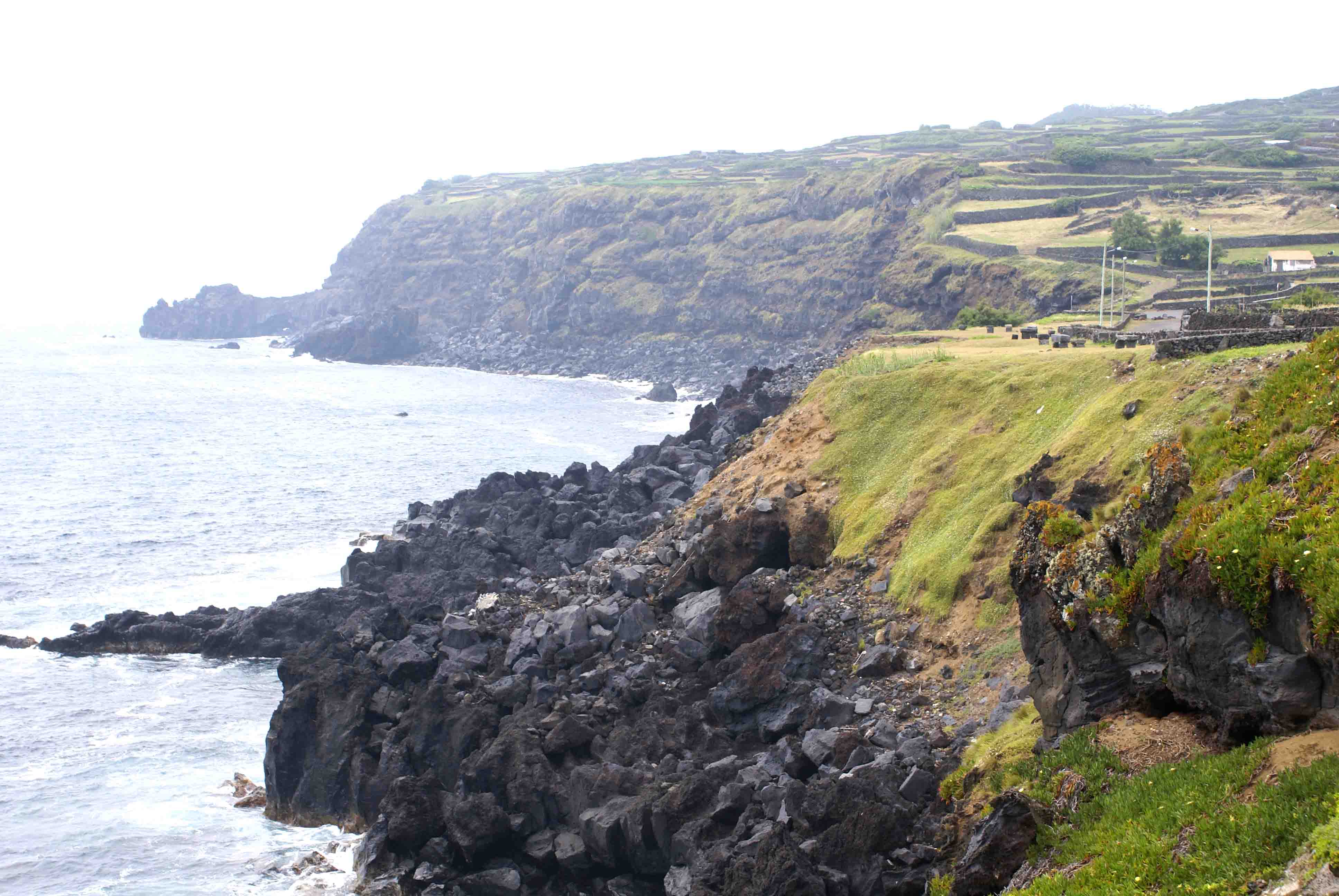
Costa das Cinco Ribeiras, local da Gruta das Cinco Ribeiras, ilha Terceira, Açores, Portugal.

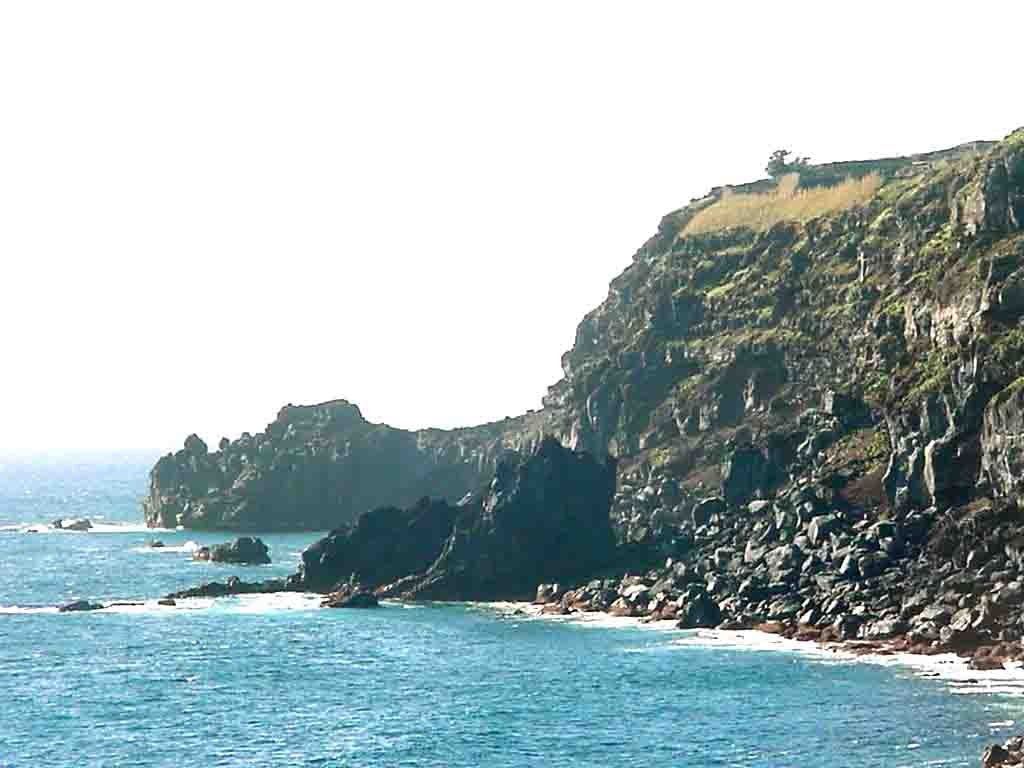
Costa das Cinco Ribeiras, Ponta, local da Gruta das Cinco Ribeiras, ilha Terceira, Açores, Portugal.

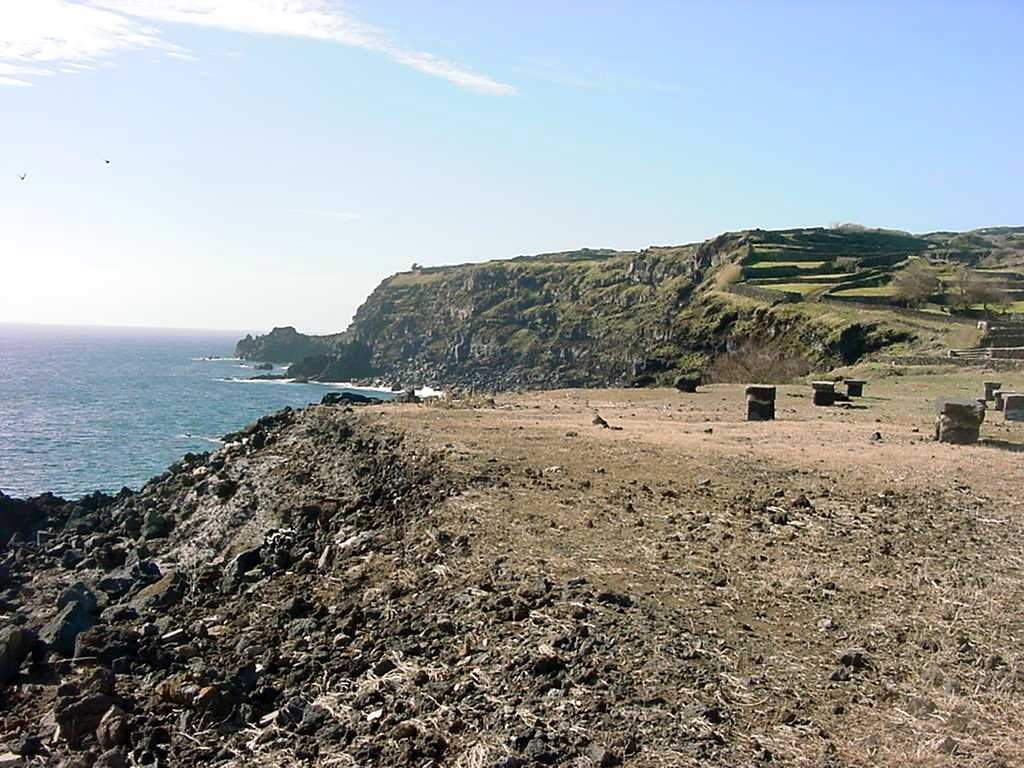
Costa próxima à Gruta das Cinco Ribeiras, ilha Terceira, Açores, Portugal.

A Gruta das Cinco Ribeiras é uma gruta portuguesa localizada na costa Sudoeste da ilha Terceira, freguesia das Cinco Ribeiras, concelho de Angra do Heroísmo, ilha Terceira, Açores. Trata-se de uma gruta costeira cujo acesso é feito directamente pela costa. Encontra-se nas cordenadas geográficas: Latitude 38º40.5'N e Longitude 27º19.85'W.
Fica localizada na zona de influência do Porto das Cinco Ribeiras e da baía envolvente do mesmo.
A formação geológica desta gruta está directamente relacionada com a existência do Vulcão da Serra de Santa Bárbara, e caracteriza-se por se localizar numa zona costeira formada por arribas bastante altas originadas em escoadas ora lavicas ora de Piroclásticas em diferentes camadas geológicas que deram origem a uma perfeita estratificação das camadas do substrato rochoso.
Surge associada a tubos de lava e a arcos derivados das erupções vulcânicas da Serra de Santa Bárbara. A morfologia do local permitiu a formação de uma gruta subaquática, conhecida pelo exotismo do mergulho tanto diurno como nocturno que proporciona.
Apesar de ter vários níveis de profundidade atinge aos 16 metros a sua cota máxima sendo o fundo em galeria formado por pequenos calhaus rolados e rochas de pequena dimensão à mistura com uma grande presença de areias.

## Faunaobservável
Nesta gruta coexistem 133 espécies sendo as mais frequentes:
- Boga (Boops boops),
- Peixe-porco (Balistes carolinensis),
- Salmonete (Mullus surmuletus),
- Peixe-balão (Sphoeroides marmoratus),
- Ouriço-do-mar-negro (Arbacia lixula),
- Bodião (labrídeos),
- Peixei-rei (Coris julis),
- Estrela-do-mar (Ophidiaster ophidianus),
- Polvo (Octopus vulgaris),
- Água-viva (Pelagia noctiluca),
- Caravela-portuguesa (Physalia physalis),
- Chicharro (Trachurus picturatus).
- Alga vermelha (Asparagopsis armata),
- Anêmona-do-mar (Alicia mirabilis),
- Alface do mar (Ulva rígida)
- Ascídia-flor (Distaplia corolla),
- Solha (Bothus podas maderensis),
- Sargo (Dictyota dichotoma),
- Caranguejo-eremita (Calcinus tubularis),
- Peixei-rei (Coris julis),
- Estrela-do-mar (Ophidiaster ophidianus),
- Ratão (Taeniura grabata),
- Camarão (Plesionika narval)
- Salema (Sarpa salpa)
- Tartaruga-careta (Caretta caretta)
- peixe-lagarto (Synodus saurus)